# Là d'où l'on voit les cheminées
Pour plus de détails, voir Fiche technique et Distribution.
Là d'où l'on voit les cheminées (煙突の見える場所, Entotsu no mieru basho), ou Les Quatre Cheminées, est un film japonais de Heinosuke Gosho sorti en 1953, adapté du roman Les Gens naïfs (Mujaki na hitobito) de Rinzō Shiina. Il s'intéresse à la vie de deux couples issus des classes modestes dans un quartier populaire de Tokyo, au lendemain de la Seconde Guerre mondiale. Porté par les performances de Kinuyo Tanaka, Ken Uehara et Hideko Takamine, le film explore les défis émotionnels et économiques auxquels ces individus font face dans une société marquée par la reconstruction et les bouleversements sociaux.
L'intrigue tourne autour des vies entrelacées de ses protagonistes, dont les relations sont symbolisées par la présence des cheminées qui surplombent leur quartier. Ces cheminées représentent à la fois la monotonie et la lutte quotidienne des habitants, mais aussi leur résilience et leur espoir d'un avenir meilleur. L'histoire aborde des thèmes tels que les frustrations liées aux attentes sociétales, les non-dits dans les relations, ainsi que l'importance du soutien mutuel.
À sa sortie, le film a été apprécié pour son humanisme, sa sensibilité dans le traitement des questions sociales, et sa capacité à capter la réalité de l'époque avec subtilité. Là d'où l'on voit les cheminées est considéré aujourd'hui comme l'une des œuvres importantes de Gosho, marquant sa vision humaniste et son attention aux petites tragédies de la vie quotidienne dans le Japon d'après-guerre.

## Synopsis
Dans le Japon de l'après-guerre, Ryukichi et Hiroko Ogata vivent en location dans un quartier pauvre d'une banlieue éloignée de Tokyo. Le quartier est mal desservi par les transports mais les loyers sont faibles et permettent de s'en sortir. De là où ils vivent, ils peuvent apercevoir en direction de la capitale trois hautes cheminées d'une usine qui en comprend quatre. Par un effet de perspective, suivant le quartier dans lequel on se trouve, il est possible de voir quatre, trois, deux ou même une seule des cheminées de cette usine.
Ryukichi et Hiroko sont mariés depuis deux ans. Pour Hiroko qui a perdu son premier mari dans les bombardements durant la guerre, c'est son second mariage. Ryukichi travaille dans un magasin à Tokyo mais son salaire est modeste. Pour s'en sortir, les Ogata sous-louent à l'étage deux chambres, la première à Kenzo, un jeune homme qui gagne sa vie comme recouvreur de taxes auprès de commerçants et la seconde à Senko, une jeune fille qui travaille dans une radio où elle fait les annonces publicitaires.
Dans cette petite maisonnée aux cloisons de papier, il est difficile de trouver quelque intimité et le voisinage n'est pas non plus des plus discrets entre le réparateur de radio et ses sept enfants et le couple de prêtres dont les bruyantes prières rythment la vie de la ruelle.
Hiroko rêve de pouvoir s'acheter une machine à coudre. Grâce à une amie, elle a pris en secret un emploi de vendeuse de tickets au vélodrome de Tokyo. Aussi, lorsqu'elle croise M. Kawamura, un collègue de travail de son mari venu faire des paris, chacun promet à l'autre de ne rien dire de cette rencontre embarrassante à Ryukichi.
Un soir alors que sa femme est absente à son retour du travail, Ryukichi apprend par ses locataires qu'elle est chez le médecin. Inquiet, il s'imagine qu'elle pourrait être enceinte, son couple n'ayant pas le moyen d'élever un enfant. À son grand soulagement, Hiroko est partie consulter pour un mal de dent. Mais plus tard dans la soirée, lorsqu'il va pour lui apporter ses médicaments, Ryukichi tombe sur un livret de compte bancaire qu'il ne connait pas. La soirée est houleuse, Hiroko avoue qu'elle a un emploi et le mari lui reproche de ne pas l'avoir tenu au courant et d'être trop secrète. Le couple cependant se rabiboche et Ryukichi finit par accepter la situation.
Quelque temps plus tard, sur son lieu de travail au vélodrome, Hiroko apprend de sa collègue qu'un homme, la quarantaine, mal habillé et portant un enfant dans le dos s'est renseigné pour connaitre son adresse. Elle ne s'inquiète pas trop sur le moment mais lorsqu'elle rentre chez elle, un bébé a été déposé à son domicile. Son mari lui demande des explications et ils trouvent avec l'enfant une lettre signée Chujiro Tsukahara, le premier mari d'Hiroko, et un acte de naissance indiquant que la fillette qui se nomme Shigeko est la fille de Chujiro Tsukahara et de Hiroko.
Ainsi donc Ryukichi découvre que le premier mari d'Hiroko est en fait toujours vivant, et même si elle ne peut pas être la mère de l'enfant, elle n'a jamais divorcé. La bigamie étant punie par la loi, il renonce à se rendre à la police pour signaler l'enfant. Ryukichi assaille de reproches sa femme et Shigeko elle, ne cesse de pleurer. La vie devient très pesante chez les Ogata. À l'étage, Kenzo et Senko, qui peinent à s'avouer leur amour, sont témoins des disputes des Ogata et de leur incapacité à faire cesser les pleurs du bébé.
Un soir, harassée de fatigue par les cris incessants de Shigeko et minée par les remontrances de Ryukichi, Hiroko manque de commettre l'irréparable. Elle est sauvée de la noyade par Kenzo qui promet alors de retrouver Chujiro Tsukahara.
La quête de Kenzo s'avère plus difficile de prévu et il doit sacrifier plusieurs journées de travail pour se consacrer à ses recherches mais il finit par parvenir à ses fins. Il retrouve le premier mari d'Hiroko dans un quartier miséreux de Tokyo. Ce dernier le conduit jusqu'à la véritable mère de Shigeko qui travaille dans une taverne et a quitté Chujiro, qu'elle traite d'incapable, et l'enfant. De retour chez les Ogata, Kenzo juge durement les parents de Shigeko, aucun des deux n'étant digne à ses yeux de récupérer l'enfant.
Quand Shigeko tombe malade, Ryukichi se décide à aller chercher un médecin. Ce dernier ne se gêne pas pour tancer vertement "ces parents qui attendent le dernier moment pour faire soigner leur enfant". Le pronostic vital de l'enfant est engagé et le médecin n'est guère rassurant. Au chevet de Shigeko, les Ogata, Senko et Kenzo encouragent l'enfant à lutter pour sa survie. Le moment critique passe et Shigeko se remet petit à petit.
C'est à ce moment que Katsuko, la mère de Shigeko, fait son apparition pour récupérer sa fille. Les Ogata refusent de rendre l'enfant à sa mère vu son état de santé encore fragile. Après le départ de la mère, Ryukichi et Hiroko se rendent compte avec la nuit d'inquiétude passée au chevet de Shigeko de leur affection pour l'enfant. Ils prennent néanmoins la décision qu'ils rendront Shigeko à sa mère. De leur côté Kenzo et Senko qui se sont enfin avoués leurs sentiments ont décidé de se marier.

## Fiche technique
- Titre : Là d'où l'on voit les cheminées
- Titre alternatif : Les Quatre Cheminées[2]
- Titre original : 煙突の見える場所 (Entotsu no mieru basho?)
- Réalisation : Heinosuke Gosho
- Scénario : Hideo Oguni, d'après un roman de Rinzō Shiina
- Photographie : Mitsuo Miura
- Musique : Yasushi Akutagawa
- Société de production : Studio Eight Productions et Shintōhō
- Pays d'origine :  Japon
- Langue originale : japonais
- Format : noir et blanc - 1,37 : 1 - son mono
- Genre : drame
- Durée : 108 minutes[3] (métrage : 12 bobines - 2 950 m[3])
- Date de sortie :
  - Japon : 5 mars 1953[3]

## Distribution
- Ken Uehara : Ryukichi Ogata
- Kinuyo Tanaka : Hiroko Ogata
- Hiroshi Akutagawa : Kenzo Kubo
- Hideko Takamine : Senko Azuma
- Chieko Seki : Yukiko Ikeda
- Haruo Tanaka : Chujiro Tsukahara
- Ranko Hanai : Katsuko Ishibashi
- Kumeko Urabe : Kayo Nojima
- Takeshi Sakamoto : Tokuji Kawamura
- Zekō Nakamura : le prêtre bouddhiste
- Eiko Miyoshi : Ranko, sa femme

## Analyse

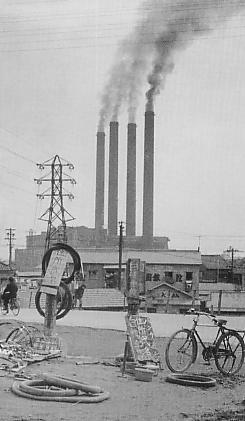
La centrale thermique de Senju qui sert de décor au film.

### Reconstruction et industrialisation
Le film explore en profondeur la période de reconstruction du Japon après la Seconde Guerre mondiale, connue sous le nom de miracle économique japonais. Les cheminées d'usines, élément central du titre et de l'imagerie du film, symbolisent l'industrialisation rapide du pays et ses impacts multiples sur la société japonaise. Gosho met en scène la transformation radicale du paysage urbain japonais, où les cheminées d'usines deviennent omniprésentes, illustrant la priorité donnée au développement industriel. Cette imagerie sert de métaphore visuelle pour représenter les changements économiques et sociaux rapides que connaît le Japon. Le film aborde également les conséquences de cette industrialisation sur la vie quotidienne des Japonais. Il montre comment l'essor des usines et des emplois industriels modifie les structures familiales traditionnelles et les modes de vie. La migration des travailleurs vers les zones urbaines industrialisées est un thème récurrent, illustrant les opportunités et les défis liés à cette transformation économique. Gosho ne se contente pas de dépeindre les aspects positifs de la reconstruction et de l'industrialisation. Il explore également les tensions sociales et environnementales qui en découlent, telles que la pollution, les conditions de travail difficiles dans les usines, et l'érosion des modes de vie traditionnels. Cette approche nuancée reflète les débats contemporains sur les coûts et les bénéfices du développement économique rapide du Japon.

### Changements sociaux et générationnels
Un thème majeur du film est le conflit générationnel dans le Japon d'après-guerre. Gosho met en scène les tensions entre les valeurs traditionnelles japonaises et les nouvelles aspirations de la jeunesse, influencée par l'occidentalisation. Le film explore en profondeur la rupture entre les générations, illustrant comment l'expérience de la guerre et de l'après-guerre a façonné des perspectives radicalement différentes entre les parents et leurs enfants. La génération plus âgée, marquée par les privations de la guerre et attachée aux valeurs traditionnelles, se trouve en décalage avec une jeunesse aspirant à de nouveaux modes de vie et de pensée. Gosho dépeint cette jeunesse d'après-guerre comme étant tiraillée entre le respect des traditions familiales et le désir d'émancipation. Le film montre comment l'influence croissante de la culture occidentale, notamment américaine, affecte les comportements, les modes vestimentaires et les aspirations professionnelles des jeunes Japonais.
Le réalisateur aborde également la question de l'évolution des structures familiales traditionnelles. Le système ie, basé sur la famille élargie et patriarcale, commence à s'effriter face à l'émergence de la famille nucléaire, plus adaptée à la vie urbaine et industrielle. Cette transformation est source de tensions et de questionnements identitaires pour les personnages du film. La question de l'autorité parentale et de la hiérarchie sociale est également centrale dans le film. Gosho montre comment les jeunes commencent à remettre en question les structures d'autorité traditionnelles, tant au sein de la famille que dans la société en général. Cette contestation reflète les changements politiques et sociaux plus larges que connaît le Japon d'après-guerre, notamment la démocratisation et l'influence croissante des idées égalitaires.

### Condition féminine
Le film aborde de manière approfondie la question de l'émancipation des femmes dans la société japonaise de l'après-guerre. Gosho explore les défis auxquels sont confrontées les femmes qui cherchent à concilier les attentes traditionnelles avec de nouvelles opportunités professionnelles et personnelles. La période d'après-guerre au Japon a vu des changements significatifs dans le statut juridique et social des femmes, notamment avec la nouvelle constitution de 1947 qui garantissait l'égalité des sexes. Là d'où l'on voit les cheminées illustre les tensions résultant de ces changements rapides, montrant des personnages féminins navigant entre les rôles traditionnels de femme au foyer et de nouvelles aspirations professionnelles. Le film met en lumière les difficultés rencontrées par les femmes sur le marché du travail, telles que la discrimination, les inégalités salariales et le harcèlement. Gosho dépeint des personnages féminins qui luttent pour être reconnus pour leurs compétences plutôt que pour leur genre, reflétant les débats contemporains sur l'égalité des chances dans l'emploi. Le réalisateur aborde également la question de l'autonomie personnelle des femmes, notamment en matière de choix de vie et de mariage. Les personnages féminins du film sont souvent représentés en train de négocier leur indépendance face aux pressions familiales et sociétales, illustrant les tensions entre les attentes traditionnelles et les désirs d'émancipation. Gosho explore aussi les changements dans les dynamiques familiales, montrant comment l'évolution du rôle des femmes affecte les relations conjugales et parentales. Le film présente des scènes de négociation au sein des couples, où les femmes revendiquent une plus grande participation aux décisions familiales et une répartition plus équitable des tâches domestiques.

### Urbanisation et déracinement
Gosho illustre de manière saisissante le phénomène d'urbanisation rapide du Japon à travers le prisme du déracinement. Le film suit des personnages qui quittent leurs communautés rurales pour s'installer dans des zones urbaines en pleine expansion, mettant en lumière les défis de l'adaptation à un nouvel environnement social et culturel. L'urbanisation accélérée du Japon d'après-guerre est un phénomène majeur qui a profondément transformé la société. Le film de Gosho capture cette transition, montrant le contraste saisissant entre les paysages ruraux traditionnels et les nouveaux espaces urbains industrialisés. Cette juxtaposition visuelle sert de métaphore pour illustrer les changements rapides et parfois déstabilisants que connaît le pays. Le film explore les difficultés rencontrées par les migrants ruraux dans leur adaptation à la vie urbaine. Les personnages sont confrontés à des défis tels que la recherche d'un logement, l'adaptation à un nouvel environnement de travail, et la navigation dans un espace social aux codes différents. Gosho met en lumière le sentiment de déracinement et d'aliénation qui peut accompagner cette transition.
Là d'où l'on voit les cheminées aborde également la question de la perte d'identité et de communauté liée à l'urbanisation. Les personnages luttent pour maintenir leurs liens avec leurs origines rurales tout en s'intégrant dans leur nouvel environnement urbain. Cette tension entre tradition et modernité est un thème central du film, reflétant les préoccupations de la société japonaise de l'époque. Le réalisateur porte un regard critique sur les conséquences sociales de l'urbanisation rapide, notamment la dissolution des structures communautaires traditionnelles et l'émergence de nouveaux problèmes sociaux urbains. Le film montre comment la vie dans les grandes villes peut conduire à l'isolement social et à la perte des réseaux de soutien traditionnels. Enfin, Gosho explore la nostalgie et le sentiment de perte associés à l'urbanisation. Les personnages du film expriment souvent une forme de mélancolie pour leur vie rurale passée, tout en reconnaissant l'impossibilité de retourner en arrière. Cette ambivalence reflète les sentiments complexes de nombreux Japonais face aux changements rapides de leur société.

### Héritage de la guerre
Bien que non explicitement au premier plan, l'héritage de la Seconde Guerre mondiale imprègne profondément le film. Les personnages portent les cicatrices psychologiques et émotionnelles du conflit, reflétant les efforts de la société japonaise pour se reconstruire et redéfinir son identité nationale dans un contexte post-guerre. Gosho aborde avec subtilité les traumatismes de guerre qui persistent dans la société japonaise de l'après-guerre. Le film montre comment les expériences de la guerre continuent d'influencer les comportements et les relations des personnages, même dans leur vie quotidienne. Ces séquelles se manifestent à travers des flash-backs, des conversations à demi-mot, ou des silences lourds de sens. Le réalisateur explore également le thème de la culpabilité collective et individuelle liée à la guerre. Certains personnages luttent avec le sentiment de responsabilité pour les actions du Japon pendant la guerre, tandis que d'autres cherchent à oublier ou à minimiser cette période douloureuse. Cette tension entre le besoin de se souvenir et le désir d'oublier est une thématique récurrente dans le film. Là d'où l'on voit les cheminées met en lumière les changements sociaux et politiques induits par l'occupation américaine et la nouvelle constitution. Le film montre comment ces transformations affectent la vie quotidienne des Japonais, notamment à travers l'introduction de nouvelles valeurs démocratiques et l'évolution des rapports de pouvoir au sein de la société. Gosho aborde également la question de la mémoire de guerre et de sa transmission aux générations futures. Le film montre le fossé qui se creuse entre ceux qui ont vécu la guerre et les jeunes qui grandissent dans le Japon d'après-guerre, illustrant les défis de la communication intergénérationnelle sur ce sujet sensible. Enfin, le film explore le thème de la reconstruction, non seulement physique mais aussi morale et spirituelle du Japon. Les personnages cherchent à donner un sens à leur expérience de la guerre et à trouver une nouvelle direction dans un pays en pleine mutation. Cette quête de sens et d'identité dans un monde transformé par la guerre est un élément central de l'œuvre de Gosho.

## Commentaires
Là d'où l'on voit les cheminées a été présenté en compétition lors de la troisième édition du festival du film de Berlin en 1953.
Là d'où l'on voit les cheminées est l'un des trois films réalisés par Heinosuke Gosho pour la Shintoho, studio de cinéma japonais né en 1949 d'une scission avec la Toho et qui fait appel dans les années cinquante à de grands maîtres comme Akira Kurosawa, Kenji Mizoguchi, Yasujiro Ozu, Hiroshi Shimizu pour réaliser quelques films emblématiques.

## Récompenses
- Prix international de la paix au festival du film de Berlin en 1953[31]
- 1954 : prix Blue Ribbon de la meilleure photographie pour Mitsuo Miura[32]
- 1954 : prix du film Mainichi :
  - meilleur acteur dans un second rôle pour Hiroshi Akutagawa[33]
  - meilleure musique de film pour Yasushi Akutagawa[33]